# Сан-Марино на літніх Олімпійських іграх 2020
Сан-Марино на літніх Олімпійських іграх 2020 представляли п'ять спортсменів у чотирьох видах спорту.